# Ronde de Serre Chevalier

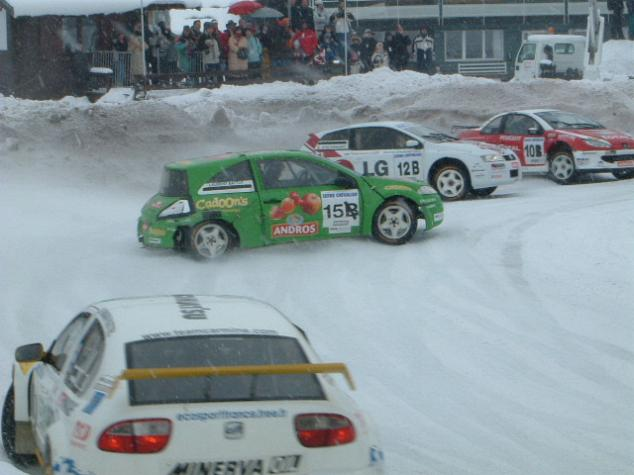
Édition 2005 de la Ronde

La Ronde de Serre Chevalier (ou Ronde hivernale sur glace de Serre-Chevalier - Briançon) est une compétition automobile sur circuit recouvert de neige et de glace à 1 450 mètres d'altitude dans la vallée de la Guisane du département des Hautes-Alpes (Alpes du Sud), près du Parc national des Écrins. 

## Histoire

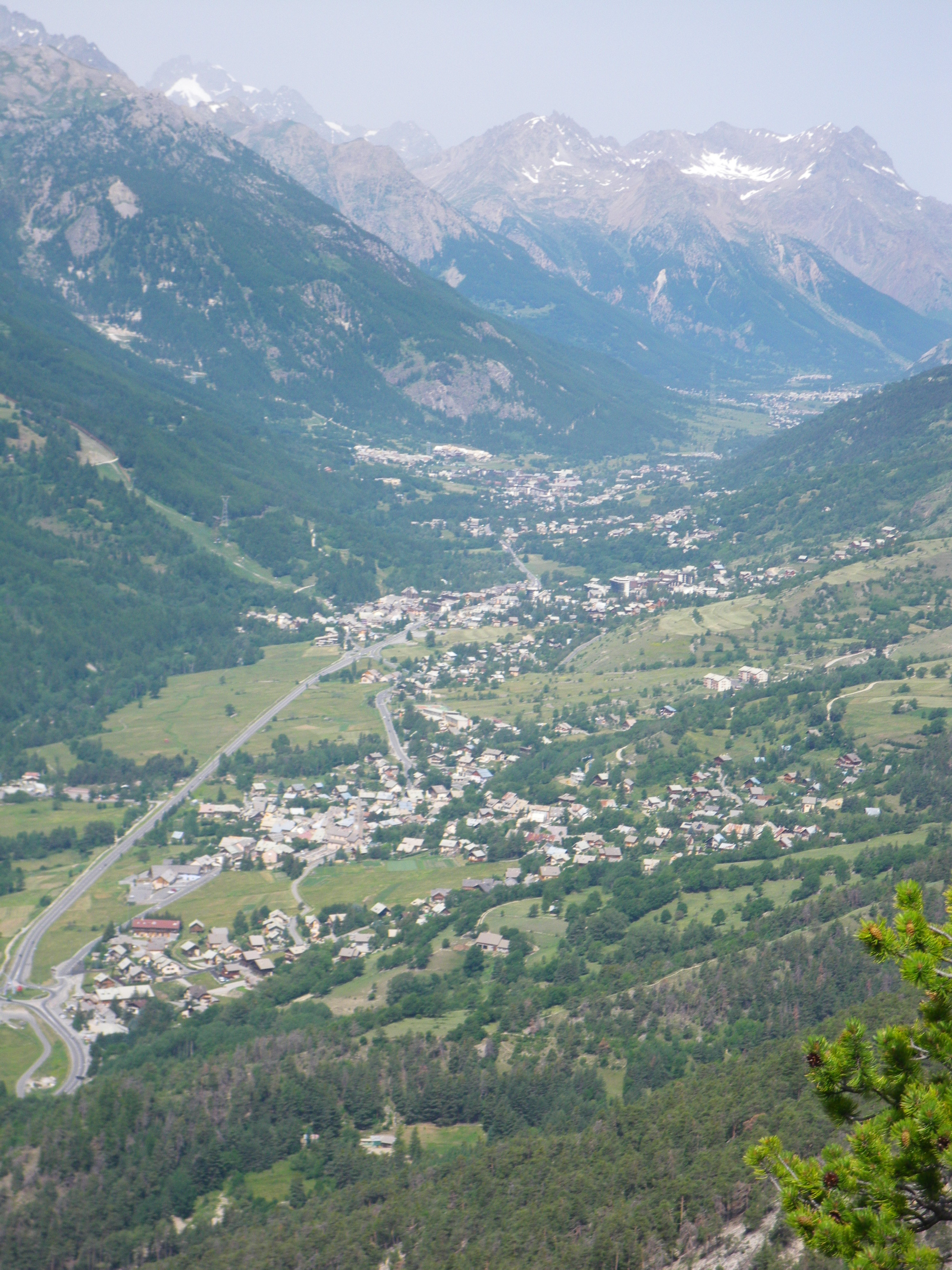
La vallée de la Guisane

Cette compétition débute le 9 janvier 1972 sous l'égide de l'ASAC des Alpes, durant la saison où est créée l'école de conduite sur glace locale par Claude Laurent et Yves Dyon, accueillant jusqu'à 2 000 élèves par hiver durant les années 1970. Le circuit de glace fait alors 1 800 mètres de longueur, élaboré sur un ancien altiport des années 1960, et les essais préliminaires suivis de quatre à huit manches éliminatoires qualificatives amènent les concurrents à s'affronter lors d'une super finale, le Grand Prix de Serre Chevalier. Parfois le Star Racing Team de l'acteur Moustache assure l'ambiance (avec Rémy Julienne, Guy Marchand ou Jean-Louis Trintignant entre autres), et l'on relève alors la présence de nombreux rallymen de renom (Timo Mäkinen (lauréat en 1972 et 1981, 2e en 1979 et 1980), Björn Waldegård (3e en 1972), Bernard Darniche (quadruple lauréat), Jean-Luc Thérier (2e en 1972), Jean-Pierre Nicolas (2e en 1973 et 1975), Bruno Saby (2e en 1977 et 1990, 3e en 1987), Michèle Mouton (4e en 1978), Jean-Claude Andruet (4e en 1980, 5e en 1982), entre autres).
Le circuit a accueilli la concentration et le prologue du rallye Monte-Carlo au début des années 1980. Jean-Pierre Beltoise, Jean-Pierre Jarier et Didier Auriol y participent durant la décennie.
La ronde est intégrée au Trophée Andros sans discontinuer durant une vingtaine d'années, depuis la création de ce dernier en 1990 (dont elle constitue l'épreuve inaugurale). Se succèdent alors d'autres figures sportives mondiales, telles Ari Vatanen, Jacques Laffite, Patrick Tambay, Alain Prost, Olivier Panis ou Luc Alphand.
Le parcours mesure désormais 800 mètres de long, pour une largeur de 10 à 16 mètres sur une épaisseur de glace de 25 à 60 centimètres.
Une version « historique » de la course existe depuis 2004. Didier Buhot l'a remportée en 2008 et 2011 (2e en 2012). Une Coupe Glacée DAF a lieu également depuis 2006 sur d'anciens véhicules de la marque, ainsi qu'un sprint hivernal et un rallyshow  (le Legend Show) organisés plus récemment. Des courses de motos (le Pilot Bike Show Amv), de quads (lors du Trophée des Glaces), ou féminines (les Ice Girls) peuvent aussi être organisées selon les époques de la vie du circuit. Serre Chevalier accueille même un temps les 6 Heures de karting, sur un autre circuit, lui estival.

## Palmarès
| Année     | Édition                            | Pilote                                 | Voiture              |
| --------- | ---------------------------------- | -------------------------------------- | -------------------- |
| 1972      | 1re Ronde Hivernale                | Timo Mäkinen                           | Ford Escort GT/E     |
| 1973      | 2e Ronde Hivernale                 | Bernard Darniche                       | Alpine A100 1800     |
| 1974      | Épreuve non disputée               | Épreuve non disputée                   | Épreuve non disputée |
| 1975      | 3e Ronde Hivernale                 | Bernard Darniche                       | Fiat X1/9            |
| 1976      | Épreuve non disputée               | Épreuve non disputée                   | Épreuve non disputée |
| 1977      | 4e Ronde Hivernale                 | Jean-Claude Lefebvre                   | Peugeot 104 ZS Gr.2  |
| 1978      | Épreuve non disputée               | Épreuve non disputée                   | Épreuve non disputée |
| 1979      | 5e Ronde Hivernale                 | Bernard Darniche                       | Lancia Stratos       |
| 1980      | 6e Ronde Hivernale                 | Bernard Darniche                       | Lancia Stratos       |
| 1981      | 7e Ronde Hivernale                 | Timo Mäkinen                           | Peugeot 104 ZS       |
| 1982      | 8e Ronde Hivernale                 | François Chauche                       | Peugeot 104 ZS       |
| 1983      | 9e Ronde Hivernale                 | Philippe Wambergue                     | Citroën Visa         |
| 1984      | 10e Ronde Hivernale (rallye-cross) | Jean-Luc Pailler                       | 2 CV                 |
| 1985-1986 | Épreuve non disputée               | Épreuve non disputée                   | Épreuve non disputée |
| 1987      | 11e Ronde Hivernale (sprint)       | François Chauche                       | Citroën AX Sport     |
| 1988      | 12e Ronde Hivernale (sprint)       | Didier Auriol                          | Citroën AX Sport     |
| 1989      | 13e Ronde Hivernale                | François Chauche                       | Citroën AX Sport     |
| 1990      | 14e Ronde Hivernale (Andros 1-1)   | Alain Froment                          | Citroën Proto Visa   |
| 1991      | 15e Ronde Hivernale (Andros 2)     | Marcel Tarrès                          | BMW M3               |
| 1992      | 16e Ronde Hivernale (Andros 3)     | Marcel Tarrès                          | BMW M3 4x4           |
| 1993      | 17e Ronde Hivernale (Andros 4)     | Marcel Tarrès                          | BMW M3 4x4           |
| 1994      | 18e Ronde Hivernale (Andros 5)     | Marcel Tarrès                          | BMW 318i             |
| 1995      | 19e Ronde Hivernale (Andros 6)     | Marcel Tarrès                          | BMW 318i             |
| 1996      | 20e Ronde Hivernale (Andros 7)     | Yvan Muller                            | BMW 318i             |
| 1997      | 21e Ronde Hivernale (Andros 8)     | Yvan Muller                            | BMW 318i             |
| 1998      | 22e Ronde Hivernale (Andros 9)     | Marcel Tarrès                          | BMW 318i             |
| 1999      | 23e Ronde Hivernale (Andros 10)    | Yvan Muller                            | Opel Astra           |
| 2000      | 24e Ronde Hivernale (Andros 11)    | Yvan Muller                            | Opel Astra           |
| 2001      | 25e Ronde Hivernale (Andros 12)    | Marcel Tarrès                          | Citroën Xsara        |
| 2002      | 26e Ronde Hivernale (Andros 13)    | Marcel Tarrès (8)                      | Citroën Xsara        |
| 2003      | 27e Ronde Hivernale (Andros 14)    | Christian Beroujon (course 1)          | Opel Astra           |
| 2003      | 27e Ronde Hivernale (Andros 14)    | Jean-Noël Lanctuit (course 2)          | Opel Tigra           |
| 2004      | 28e Ronde Hivernale (Andros 15)    | Alain Prost (courses 1 et 2)           | Toyota Corolla       |
| 2005      | 29e Ronde Hivernale (Andros 16)    | Yvan Muller (courses 1 et 2) (5/6)     | Kia Rio              |
| 2006      | 30e Ronde Hivernale (Andros 17)    | Alain Prost (course 1)                 | Toyota Corolla       |
| 2006      | 30e Ronde Hivernale (Andros 17)    | Paul Bourion (course 2)                | Kia Rio              |
| 2007      | 31e Ronde Hivernale (Andros 18)    | Alain Prost (course 1)                 | Toyota Auris         |
| 2007      | 31e Ronde Hivernale (Andros 18)    | Jean-Philippe Dayraut (course 2)       | Kia Rio              |
| 2008      | 32e Ronde Hivernale (Andros 19)    | Ludovic Gherardi (course 1)            | Kia Rio              |
| 2008      | 32e Ronde Hivernale (Andros 19)    | Jean-Philippe Dayraut (course 2)       | Kia Rio              |
| 2009      | 33e Ronde Hivernale (Andros 20)    | Jean-Philippe Dayraut (courses 1 et 2) | Škoda Fabia          |